# Micrommata
Micrommata es un género de arañas cazador con distribución paleártica
 El género fue descrito por primera vez por Pierre André Latreille en 1804

## Descripción
Son arañas de tamaño medio (6,0-15,0 mm) y cumplen los siguientes rasgos característicos del género Micrommata
- Prosoma más largo que ancho y bastante estrecho en la parte cefálica anterior; ligeramente convexo y con una estría torácica bien marcada
- Línea de ojos de la fila anterior ligeramente recurva y fila posterior ligeramente procurva; los ojos medianos anteriores (OAM) son los más pequeños y los laterales anteriores (OAL) los mayores, seguidos de los medianos posteriores (OPM) y de los laterales posteriores (OPL); el trapecio que forman los ojos medianos es mucho más largo que ancho.
- Clípeo ancho, más de 2 veces el diámetro de los OAM
- Quelíceros fuertes, armados en el margen anterior de la acanaladura del tallo con 2, 3 o 4 dientes y en el margen posterior con 2 dientes y 2 o 3 dentículos; tallo del quelícero en su cara interna, cerca de la uña, con 6 a 10 largas setas
- El esternón acorazonado, ligeramente más largo que ancho. Labio más ancho que largo y redondeado en el extremo.
- Opistosoma alargado, estrecho en el caso del macho y más ancho y convexo en el de la hembra.
- Las patas, a diferencia de otros géneros de la familia, no están claramente en disposición lateral y se presentan en el siguiente orden de tamaño: IV > II > I > III. Patelas bastante alargadas y sensiblemente geniculadas. Poseen fascículos unguinales y escópulas bien desarrolladas en los tarsos, que se extienden casi enteramente a los metatarsos de los cuatro pares de patas

## Especies
- Micrommata aljibica Urones, 2004 – (España)
- Micrommata  biggi Jäger, 2023 – (Turquía, etc)
- Micrommata darlingi Pocock, 1901 – (Zimbawe)
- Micrommata diesenhoff Jäger, 2023 – (Sierra Leona)
- Micrommata formosa Pavesi, 1878 – (Mediterráneo a Asia Central)
- Micrommata ligurina C. L. Koch, 1845 – (Mediterráneo a Asia Central)
- Micrommata virescens Clerck, 1757 – (Paleártico) (= Micrommata virescens ornata Walckenaer, 1802).

(Ver Micrommata aragonensis Urones, 2004 (España) = Micrommata formosa).

## Hábitat y Rango
A diferencia de otros representantes de la familia 
poseen actividad diurna y ocupan muy variados ecosistemas, desde los ambientes húmedos atlánticos, como 
bosques caducifolios y prados, hasta los áridos ecosistemas mediterráneos y semidesérticos. Debido a su 
tamaño, actividad y voracidad son importantes depredadores en los distintos ecosistemas que habitan.